# Hans Höfer
Hans Höfer, nemški general in vojaški veterinar, * 26. oktober 1886, † 14. januar 1952.